# Nowe Skalmierzyce
Nowe Skalmierzyce là một thị trấn thuộc huyện Ostrowski, tỉnh Wielkopolskie ở trung-tây Ba Lan. Thị trấn có diện tích 1 km². Đến ngày 1 tháng 1 năm 2011, dân số của thị trấn là 4922 người và mật độ 3115 người/km².